# Kusamono en shitakusa
|                                           |  |                                                      |
| Een kusamono met varens en aardbeiplanten |  | Bonsai met Heuchera sanguinea als shitakusa (rechts) |

Kusamono (草物, letterlijk 'gras-dingen') en shitakusa (下草, letterlijk 'beneden-gras') zijn Japanse sierplanten. Een kusamono wordt afzonderlijk tentoongesteld, bijvoorbeeld in een  tokonoma. De plant staat dan in het centrum van de aandacht. Als hij dient als gezelschapsplant bij een bonsai, spreekt men van een shitakusa.
Zowel een kusamono als een shitakusa wordt geplaatst in een pot of op een stuk drijfhout of steen. De toegepaste plantensoort is vaak afgestemd op het seizoen. Veelgebruikte plantensoorten zijn gras, mos, korstmos, kleine bloemen, bamboe en bolgewassen. Bij een shitakusa is ook het uiterlijk van de bonsai van invloed op de plantkeuze, net als de grootte van de pot.